# En by ved navn Hviding
En by ved navn Hviding er en dansk kortfilm fra 1985 instrueret af Hans Christian Høier.

## Handling
En kort billedantydning af en landsby i marsken syd for Ribe. Den plejer ikke at være med i sightseeing-programmerne og er ikke noteret med stjerner blandt seværdigheder. Men den har sit særpræg, som filmen forsøger at respektere.